# James Odongo
James Odongo (* 27. März 1931 in Molo; † 4. Dezember 2020 in Kampala) war ein ugandischer römisch-katholischer Geistlicher und Erzbischof von Tororo (1999–2007) sowie Bischof des Militärordinariates von Uganda (1986–2007).

## Leben
James Odongo stammte aus einer katholischen Familie. Einer seiner Brüder war der Ordensgeistliche Alfred Opio und sein Vater Gabriel Omunyin war Katechet der Gemeinde Nagongera. Er trat in das Nyenga-Seminar in der heutigen Bistum Lugazi ein, bevor er zum Seminar in Ggaba bei Kampala wechselte. Nach einem Doktoratsstudium empfing er am 22. Dezember 1956 in Rom die Priesterweihe für das Bistum Tororo. Er war unter anderem Bildungssekretär im Bistum Tororo.
Papst Paul VI. ernannte ihn am 25. November 1964 zum Titularbischof von Bahanna und zum Weihbischof in Tororo. Die Bischofsweihe spendete ihm der Erzbischof von Daressalam, Laurean Kardinal Rugambwa, am 16. Februar 1965; Mitkonsekratoren waren John Francis Greif MHM, Bischof von Tororo, und Vincent Joseph McCauley CSC, Bischof von Fort Portal. Odongo nahm an der letzten Sitzungsperiode des Zweiten Vatikanischen Konzils teil.
Am 19. August 1968 wurde er zum Bischof von Tororo ernannt. Am 5. Januar 1985 berief ihn Papst Johannes Paul II. zum Bischof des Militärordinariates von Uganda. Der Papst erhob am 2. Januar 1999 das Bistum zum Erzbistum und somit wurde er der erste Erzbischof von Tororo. Papst Benedikt XVI. nahm am 27. Juni 2007 sein aus Altersgründen vorgebrachtes Rücktrittsgesuch an.
Odongo war Vorsitzender des Ausschusses für soziale Dienste der Bischofskonferenz von Uganda, einem zentralen Organ die unter anderem bei der Gründung der Centenary Bank engagiert war. Odongo war der erste afrikanische Vorsitzende der Vereinigung der Bischofskonferenzen in Ostafrika (AMECEA), eine Position, die er zweimal von 1974 bis 1979 innehatte.